# シリル・マレ
シリル・マレ（Cyrille Maret 1987年8月11日- ）は、フランスのディジョン出身の柔道選手。階級は100kg級。身長189cm。

## 人物
2003年のヨーロッパユースオリンピックフェスティバル90kg級で優勝を飾ると、ヨーロッパカデ選手権でも優勝を果たした。その後、階級を100kg級に上げると、2006年には世界ジュニアで優勝を飾った。2009年にはユニバーシアードで優勝を果たした。2011年にはヨーロッパ選手権やグランドスラム・モスクワで2位になるなど、国際大会でも一定の活躍をしていたものの、2012年ロンドンオリンピック代表にはなれなかった。2013年にはグランドスラム・パリで3位になると、グランプリ・デュッセルドルフでは優勝を飾った。世界選手権では準々決勝で敗れると、敗者復活戦でも日本の小野卓志に敗れて7位に終わった。2014年のグランドスラム・パリでは決勝でチェコのルカシュ・クルパレクと対戦すると、指導ポイントでリードされるも終了と同時に有効を取り返して逆転勝ちした。クルパレクはこのポイントに納得行かず、暫く畳にしゃがみこんで抗議の意を示した。世界選手権では準々決勝でクルパレクに敗れるなどして、昨年に続き7位にとどまった。続くグランドスラム・東京では決勝で韓国のチョ・グハムに敗れたものの2位になった。一方、フランス選手権には2010年と2012年に優勝すると、2013年には100kg超級で優勝した。2014年にも100kg超級に出場すると、決勝で普段の練習パートナーでもある同じルヴァロワSC所属のテディ・リネールと対戦し終了1分前まで指導2でリードする健闘を見せるも、その後に合技で逆転負けを喫した。2015年の世界選手権では準決勝で日本の羽賀龍之介に敗れると、3位決定戦も敗れて5位に終わり、またもメダル獲得はならなかった。グランドスラム・パリでは2連覇を飾った。2016年にはグランドスラム・パリで3連覇を達成した。リオデジャネイロオリンピックでは準決勝でクルパレクに横四方固で敗れたものの、3位決定戦でドイツのカール＝リヒャルト・フライを大外刈で破って3位になり、29歳の誕生日に初の世界大会でのメダルを獲得した。2017年のグランドスラム・パリでは決勝で飯田健太郎に内股の技ありで敗れて4連覇はならなかった。2018年のヨーロッパ選手権では2位だった。続く世界団体でも決勝の日本戦で原沢久喜に技ありで敗れて2位だった。2019年の世界団体では決勝の日本戦で影浦心に送足払で敗れて2位だった。2021年には100kg超級で出場したグランドスラム・パリで2位となった。2022年3月には現役引退を表明した。

## 主な戦績
90kg級での戦績
- 2003年 - ヨーロッパユースオリンピックフェスティバル　優勝
- 2003年 - ヨーロッパカデ選手権　優勝

100kg級での戦績
- 2003年 - ヨーロッパジュニア　5位
- 2004年 - 世界ジュニア　7位
- 2005年 - ヨーロッパジュニア　優勝
- 2006年 - 世界ジュニア　優勝
- 2008年 - ベルギー国際　優勝
- 2009年 - グランドスラム・パリ　5位
- 2009年 - ワールドカップ・ワルシャワ　3位
- 2009年 - 地中海競技大会　2位
- 2009年 - ユニバーシアード　優勝
- 2010年 - グランドスラム・パリ　5位
- 2010年 - グランドスラム・リオデジャネイロ　5位
- 2010年 - ワールドカップ・ミンスク　2位
- 2010年 - ワールドカップ・スウォン　3位
- 2011年 - ワールドカップ・ワルシャワ　優勝
- 2011年 - ヨーロッパ選手権　2位
- 2011年 - グランドスラム・モスクワ　2位
- 2012年 - グランドスラム・パリ　5位
- 2012年 - グランプリ・デュッセルドルフ　5位
- 2012年 - ワールドカップ・プラハ　3位
- 2013年 - グランドスラム・パリ　3位
- 2013年 - グランプリ・デュッセルドルフ　優勝
- 2013年 - ヨーロッパ選手権　3位
- 2013年 - ワールドマスターズ　3位
- 2013年 - 世界選手権　7位
- 2013年 - グランドスラム・東京　3位
- 2014年 - グランドスラム・パリ　優勝
- 2014年 - グランプリ・サムスン　優勝
- 2014年 - ヨーロッパ選手権　3位
- 2014年 - 世界選手権　7位
- 2014年 - グランドスラム・アブダビ　3位
- 2014年 - グランドスラム・東京　2位
- 2015年 - グランプリ・デュッセルドルフ　3位
- 2015年 - ヨーロッパ競技大会　個人戦　3位　団体戦　優勝
- 2015年 - 世界選手権　5位
- 2015年 - グランドスラム・パリ　優勝
- 2015年 -　グランドスラム・東京　3位
- 2016年 -　グランドスラム・パリ　優勝
- 2016年 -　ワールドマスターズ　2位
- 2016年 - リオデジャネイロオリンピック 3位
- 2016年 -　グランドスラム・東京　2位
- 2017年 -　グランドスラム・パリ　2位
- 2017年 - ヨーロッパ選手権　2位
- 2017年 -　世界団体　3位
- 2017年 - グランドスラム・アブダビ　優勝(100kg超級)
- 2018年 -　グランドスラム・パリ　3位
- 2018年 - ヨーロッパ選手権　2位
- 2018年 -　世界団体　2位
- 2019年 - ヨーロッパ競技大会個人戦　3位　団体戦　3位
- 2019年 -　世界団体　2位
- 2019年 -　オセアニアオープン・パース　3位

100kg超級での戦績
- 2021年 -　グランドスラム・パリ 2位

(出典、JudoInside.com)。